# Stenacron interpunctatum
Stenacron interpunctatum je druh jepice z čeledi Heptageniidae. Žije v Severní Americe. Jako první tento druh popsal americký entomolog Thomas Say.

## Fotogalerie

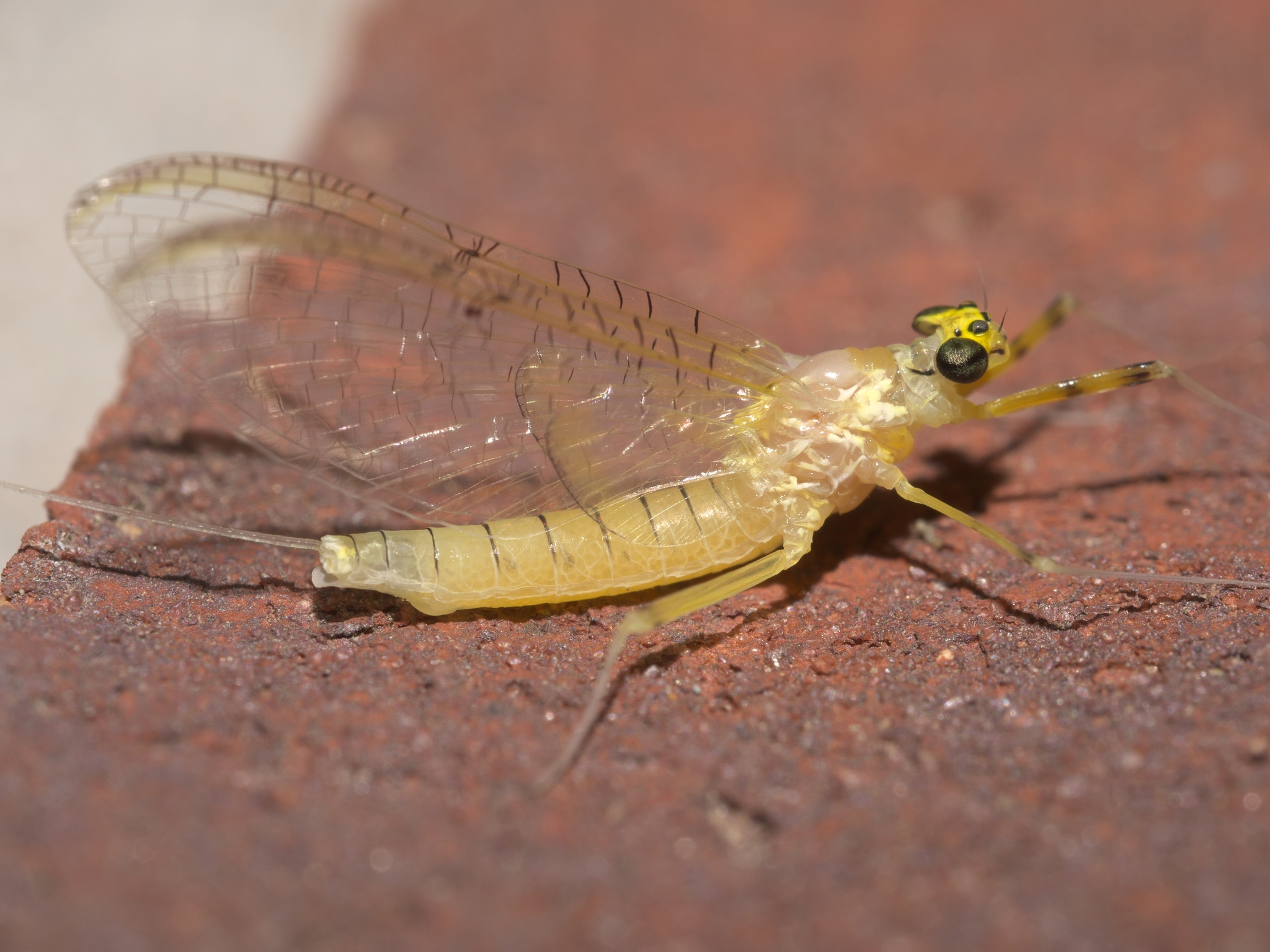
Imago Stenacron interpunctatum
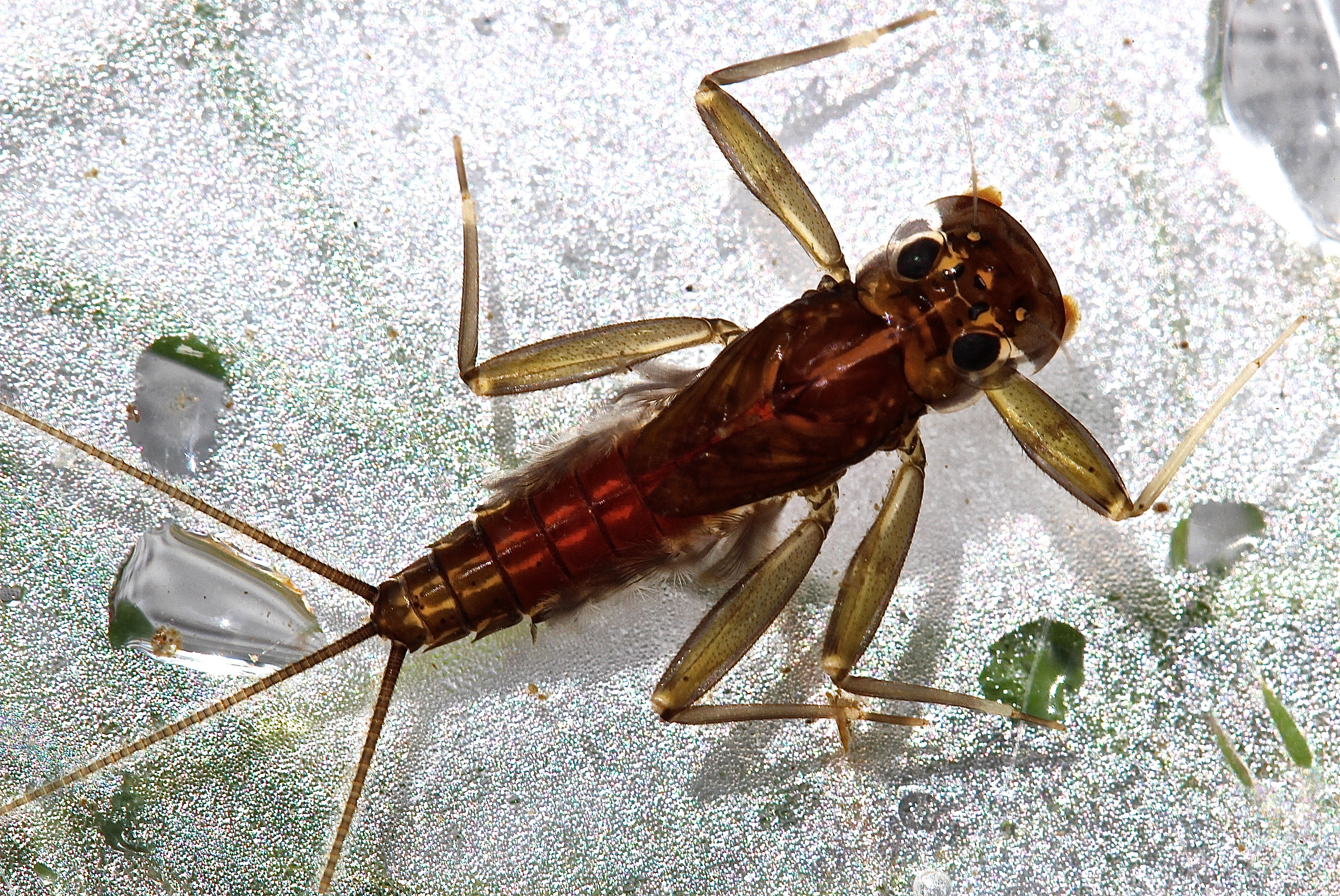
Nymfa Stenacron interpunctatum